# Microsoft Windows 2.x
Microsoft Windows 2.x ist eine vom Unternehmen Microsoft entwickelte grafische Benutzeroberfläche für PC-kompatibles DOS, die am 9. Dezember 1987 veröffentlicht wurde. Als Nachfolger von Windows 1.0 war sie die zweite Version von Windows. Die Veröffentlichung von Windows 2.03 löste einen Rechtsstreit mit dem Unternehmen Apple aus, der bis 1992 andauerte. Abgelöst wurde Windows 2.x durch Windows 3.0, das am 22. Mai 1990 veröffentlicht wurde.

## Eigenschaften und Versionen
Windows 2.x ist eine erweiterte grafische Oberfläche für das Betriebssystem DOS auf IBM-PC-kompatiblen Computern. So lief es auf den Betriebssystemen MS-DOS, PC DOS und davon lizenzierten OEM-Versionen, etwa von Compaq oder NEC, und ist somit prinzipiell auf jedem PC-kompatiblen DOS lauffähig. Im Gegensatz zu reinem DOS bietet Windows die Möglichkeit, mehrere Programme gleichzeitig – grafisch, in Fenstern getrennt – zu starten. Neu im Unterschied zu Windows 1.x ist, dass die Fenster sich überlappen können und in der Größe veränderbar sind. Windows 2.x bietet darüber hinaus neue Funktionen, wie z. B. die Kommunikation zwischen einzelnen Programmen mit Dynamic Data Exchange (DDE), SmartDrive, Warntöne (über den PC-Lautsprecher), VGA-Unterstützung, neue Bildschirmschriften und erstmals die Möglichkeit zur Umschaltung via Alt+↹ (Tab) zwischen Programmen. Für 1987 neue Eingabegeräte, wie die PS/2-Maus, werden nun auch unterstützt.
Windows 2.03 ist das letzte Windows, welches sich auf Disketten installieren und ohne Festplatte verwenden lässt. Windows 2.1 bietet als Neuerung erneuerte und mehrere neue Treiber (Grafik, Computer, Drucker) und unterstützt Erweiterungsspeicher (EMS und XMS) besser. Mit Windows 2.11 gibt es erneut minimale Verbesserungen bei Speicher- und Druckerzugriffen.
Windows 2.x ist auf die Eigenschaften des Prozessors zugeschnitten und wurde entsprechend in den Varianten Windows/286 und Windows/386 vertrieben. Die Version /386 nutzt erstmals den Schutzmodus des Intel-386er-Prozessors, ist zu früheren Prozessoren nicht kompatibel und unterstützt mit Version 2.1 hochauflösendere Bildschirme.
Windows/386 2.01 wurde noch vor der ersten, im freien Handel verfügbaren, Version 2.03 (/286 und /386) ab September 1987 als OEM-Version vertrieben, da Compaq zu dieser Zeit Systeme wie den Compaq Portable 386 mit 80386-Prozessoren herausbrachte und diese mit einem Windows ausstatten wollte, welches die Vorteile der damals neuartigen Prozessoren auch nutzen kann. Eine öffentliche Version 2.02 ist nicht bekannt.

## Entwicklungsgeschichte
Die Fortschritte von Windows selbst, welches in verschiedenen Sprachversionen erschien, hielten sich damals in Grenzen: Mithilfe der grafischen Benutzeroberfläche, die zu diesem Zeitpunkt noch immer weitgehend das Aussehen einer textorientierten Benutzerschnittstelle hat, wurden meist nur DOS-Programme gestartet, so dass das Wechseln zwischen einzelnen Tasks der einzig wirkliche Vorteil von Windows war.
Da die meisten Softwarehersteller nicht bereit waren, ihre Programme auf Windows zu portieren, begann Microsoft selbst, die ersten Windows-Anwendungen zu entwickeln. Ein Teil des Erfolgs von Windows 2 ist dem Programm PageMaker in seiner ersten Windows-Version zu verdanken, welches bereits für Windows 1.x erhältlich war. Dieses wurde mit einer auf eine Kompatibilitätsschicht eingeschränkten Windows-Runtime ausgeliefert und bot damit auch auf Computern ohne Windows-Lizenz die Möglichkeit, diese Anwendung auf einem DOS-Rechner zu starten.
Zeitgleich mit Windows 2.03 erschien das Tabellenkalkulationsprogramm Microsoft Excel 2.0, das erste von Microsoft entwickelte Anwendungsprogramm, das speziell auf die Fähigkeiten von Windows ausgerichtet war und zu einer stärkeren Verbreitung von Windows beitrug. 1989 folgte gleichzeitig mit Windows 2.11 das Textverarbeitungsprogramm Word in seiner ersten Windows-Version. Alle drei Programme wurden von Mac OS auf Windows portiert und danach für beide Betriebssysteme weiterentwickelt. Insbesondere Excel verhalf Windows zum Durchbruch, führte aber auch zum im Folgenden beschriebenen Rechtsstreit mit Apple.

## Apples Urheberrechtsklage
Am 17. März 1988 verkündete die Firma Apple Computer Inc., man wolle gegen Windows 2.03 und gegen Hewlett-Packards auf Windows beruhende objektorientierte graphische Benutzeroberfläche NewWave gerichtlich vorgehen. Apple beschuldigte Microsoft, das gemeinsame Lizenzabkommen von 1985 verletzt und das Look and Feel der Benutzeroberfläche des Macintoshs (beispielsweise überlappende Fenster) kopiert zu haben. Apple verlangte die Einstellung des Verkaufes von Windows 2.03 und die Untersagung der Freigabe von Hewlett-Packards NewWave. Richter William Schwarzer (* 1925) ließ am 25. Juli 1989 nur zehn der insgesamt 189 von Apple angeführten Punkte für das Gerichtsverfahren zu. Erst am 15. April 1992 entschied Richter Vaughn Walker (* 1944) in San Francisco, dass die übrigen fraglichen Elemente nicht urheberrechtsfähig seien.

Windows 2.11 Desktop mit aktiver EMS Speichererweiterung

## Systemvoraussetzungen
Windows war auf unterschiedlichen Diskettenformaten erhältlich. Das direkt nach der Installation ausgeführte Tool MEMSET.EXE ist ferner für die Speicherkonfiguration (RAM, SmartDrive) von Windows 2.x verantwortlich. Wird die Speicherkonfiguration des Computers geändert, muss Windows 2.x – im Gegensatz zu späteren Windows-Versionen – neu installiert werden, worauf bei jedem Start der grafischen Oberfläche hingewiesen wird.
| [ 14 ]      | /286 | /386                                                                                             |
| ----------- | --- | ------------------------------------------------------------------------------------------------ |
| CPU         | 8088, 8086 (286 empfohlen) | 386-16 MHz oder besser                                                                           |
| RAM         | 512 KB (2 MB EMS empfohlen) | 2 MB (XMS oder EMS)                                                                              |
| Grafik      | CGA oder besser (VGA empfohlen) | CGA oder besser (VGA empfohlen)                                                                  |
| Laufwerke   | 5¼-Zoll Version: Ein 1,2 MB Diskettenlaufwerk und eine Festplatte 3½-Zoll Version: Ein 3½-Zoll Laufwerk 720 KB und eine Festplatte | Diskettenlaufwerk 3½ 720 KB oder 5¼-Zoll 1,2 MB Ein Festplattenlaufwerk mit 2 MB freiem Speicher |
| DOS-Version | DOS 3.0 oder neuer | DOS 3.1 oder neuer                                                                               |

### Versionsgeschichte
| Version              | Finalisierungsdatum | Veröffentlichungsdatum | Besonderheiten                                                                               |
| -------------------- | ------------------- | ---------------------- | -------------------------------------------------------------------------------------------- |
| 2.01                 | Sept. 1987          |                        | OEM-Version von Windows/386 für COMPAQ                                                       |
| 2.03                 | Nov. 1987           | 9. Dez. 1987           | erste im Handel verfügbare Version von Windows/286 2.03                                      |
| 2.03                 | Dez. 1987           |                        | die finale Version von Windows/386 wurde ca. einen Monat nach der 286-Version fertiggestellt |
| 2.10                 |                     | 27. Mai 1988           |                                                                                              |
| 2.11                 | 13. März 1989       |                        |                                                                                              |
| Legende:Alte Version |                     |                        |                                                                                              |